# August Bode (Ingenieur)
August Bode, genannt Aute Bode (* 7. April 1846 in Hannover; † 20. Mai 1921 ebenda) war ein deutscher Ingenieur und Bauunternehmer. Er war der erste Vorsitzende des Weinheimer Verbandes Alter Corpsstudenten, dessen Gründung auf seine Initiative hin erfolgte.

## Leben
Bode besuchte das Realgymnasium Hannover. Nach dem Abitur  begann er Bode zum Sommersemester 1864  an der Polytechnischen Schule Hannover Ingenieurwissenschaften zu studieren. Er wurde im Corps Saxonia Hannover aktiv und bewährte sich dreimal als Zweit- und sechsmal als Erstchargierter. Er entwickelte sich nicht nur in seinem Corps, sondern auch in der gesamten Studentenschaft zu einer der führenden Persönlichkeiten. So erreichte er gegen den Willen des Direktoriums, dass 1868 Wilhelm I. anlässlich seines Besuchs in Hannover eine Abordnung von Studenten empfing. Das Studium schloss er 1872 ab, nachdem er dieses für ein einjähriges Industriepraktikum in einer Maschinenfabrik in Schladen, 1867 bis 1868 für den Militärdienst als Einjährig-Freiwilliger bei einem Hannoverschen Infanterie-Regiment und für die Teilnahme am Deutsch-Französischen Krieg, zuletzt als Offizier, unterbrochen hatte.
Nach Anstellungen bei verschiedenen Baufirmen gründete Aute Bode sein eigenes Unternehmen für Straßen- und Eisenbahnbau. Zu seinen Bauvorhaben gehörten die Harzquerbahn und die Brockenbahn. Um 1900 gab er sein Unternehmen auf und zog wieder in seine Geburtsstadt. Dort betätigte er sich als Sachverständiger für Tiefbau und als Oberingenieur der Tiefbau-Berufsgenossenschaft des Bezirks Hannover. Über 70-jährig nahm er noch als Hauptmann und Kommandeur eines Landwehrbataillons in Russland am Ersten Weltkrieg teil. 1921 starb er in der Heilanstalt Heidehaus an den Spätfolgen eines Lungenleidens, das er sich noch im Krieg zugezogen hatte. Ursprünglich auf dem Engesohder Friedhof in Hannover beigesetzt, veranlasste der Weinheimer Verband Alter Corpsstudenten die Überführung seiner Asche nach Weinheim und die Beisetzung in der Ehrenhalle der Wachenburg.

### Weinheimer Verband Alter Corpsstudenten
In den frühen Jahren nach der Gründung des Weinheimer Senioren-Convents (WSC) gab es noch keine organisierte Form des Zusammenschlusses der Alten Herren Weinheimer Corps. Bode engagierte sich nach dem Abschluss seines Studiums als Alter Corpsstudent insbesondere für die Stärkung des Zusammenhalts der Alten Herren in seinem Corps, auf örtlicher Ebene und im Verband sowie für eine stärkere Beratung und Unterstützung der aktiven Corps. So nahm er regen Anteil am Geschehen des WSC, seit der Vorort ab 1877 die Alten Herren regelmäßig zu seinen Sitzungen einlud. 1891 wurde er erster Vorsitzender der neu gegründeten Weinheimer Alte Herren Vereinigung (WAHV) Barmen-Elberfeld. 1901 initiierte er die Bildung der AH-Vereinigung des Corps Saxonia Hannover. Am 26. April 1903, 40 Jahre nach Gründung des WSC, wurde auf sein Betreiben in Hannover der Weinheimer AH-Verband gegründet, der am 19. Mai 1904 erstmals in Weinheim tagte. Bode wurde zum ersten Vorsitzenden gewählt.
Ein besonderes Anliegen war ihm die Errichtung eines WSC-Denkmals für die im Deutsch-Französischen Krieg Gefallenen und eines Festplatzes für die jährliche Tagung. Hierfür übernahm im November 1903 auf seine Veranlassung der Vorstand Hannover des neu gegründeten AH-Verbandes die Vorarbeiten zur Schaffung des Festplatzes. Sein corpsstudentisches Lebenswerk wurde mit dem Bau der Wachenburg in den Jahren 1907 bis 1913 gekrönt. 1919 gehörte Bode noch auf Weinheimer Seite der Verhandlungskommission über die Gründung eines Allgemeinen Deutschen SC-Verbandes mit dem Kösener Senioren-Convents-Verband an. Zum Abschluss dieses Vertrages zwischen Kösener und Weinheimer Corps kam es Pfingsten 1921, wenige Tage vor dem Tod Bodes.

### Auszeichnungen
- Ehrenbürger von Weinheim (1913)
- Büste auf der Wachenburg[2]
- Eisernes Kreuz
- Ehrenbursche des Corps Saxonia Hannover